# Leptogonum domingensis
Leptogonum domingensis är en slideväxtart som beskrevs av George Bentham. Leptogonum domingensis ingår i släktet Leptogonum och familjen slideväxter. Utöver nominatformen finns också underarten L. d. molle.